# Pen

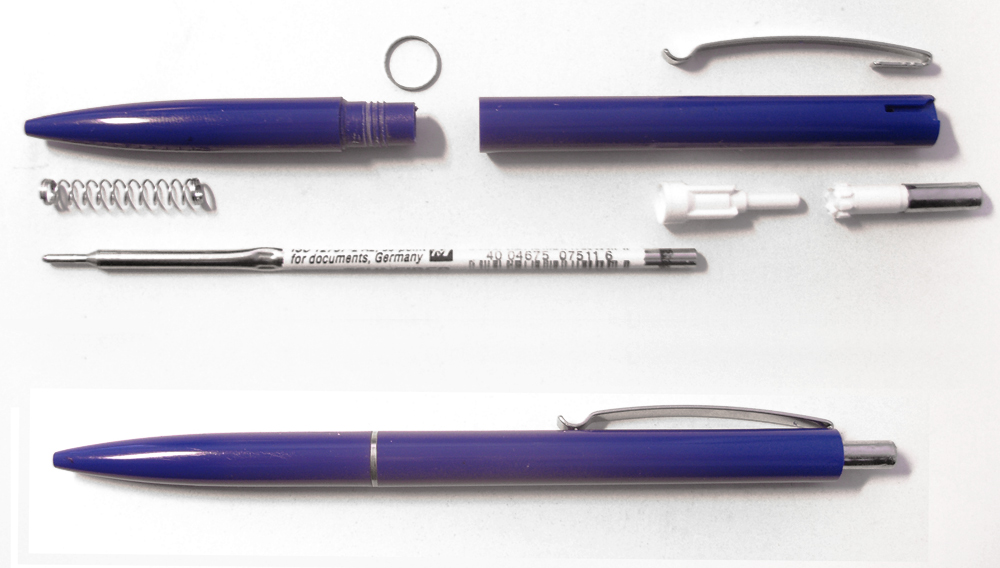
De onderdelen van een balpen

Een pen is een schrijfinstrument waarmee men inkt op een oppervlak (normaliter papier) aanbrengt.
De schrijfpen is meestal zo ontworpen dat die goed in de hand ligt. Pennen worden geleverd met verschillende kleuren inkt. De meest voorkomende kleur is donkerblauw, maar pennen in rood, zwart en groen zijn ook gangbaar. Er zijn vele verschillende typen pennen, zoals een balpen, vulpen, fineliner, gelpen, marker en technische tekenpen. Ook zijn er pennen met uitwisbare inkt, gewoonlijk ballpoints met speciale vulling. Verder kunnen er snufjes in een pen zitten zoals een lampje, camera, laserpen of zakmes.

## Digitale pennen
Er zijn digitale pennen die met gewone inkt schrijven. Ze hebben als bijkomend voordeel dat alles wat geschreven of getekend wordt, wordt opgeslagen. Deze informatie kan vervolgens op de computer worden gezet en eventueel door de computer worden vertaald naar getypte tekst. Hierdoor is datgene wat geschreven is dus te vertalen naar een tekstdocument dat gelezen en aangepast kan worden. De gebruikte software hiervoor heet ICR (Intelligent Character Recognition). Dit is een geavanceerdere versie van OCR (Optical Character Recognition), waardoor deze software ook gebruikt kan worden voor handgeschreven tekst.

## Etymologie en afkomst
Oorspronkelijk betekende het woord "pen" schacht, en werd afgeleid uit penna, Latijn voor "veer".
De eerste pennen werden gemaakt van ganzenveren of andere grote slagpennen, zoals die van een zwaan, maar ook ravenpennen worden genoemd, omdat zij harder zijn. Ook rietpennen werden veel gebruikt. Men gebruikte daarvoor het riet, dat langs de sloten gevonden wordt. Men kende daartoe twee soorten, het open riet, waarvan de punt, net als bij een veren pen, gespleten kon worden, doch omdat het materiaal zachter en leniger was, bredere lijnen kon geven, en het 'gesloten riet', waaraan een punt gesneden werd, die echter alleen lijnen kon voortbrengen, die overal even dik waren. Beide soorten zijn in de tekenkunst veel gebruikt.
Stalen pennen zijn in het begin van de 19e eeuw voor het eerst gefabriceerd in Engeland en hebben langzaam de veren pen verdrongen. Door de mindere buigzaamheid geeft een stalen pen een veel dunnere en regelmatige lijn dan de veren- of rietpen.